# 潮騒 (1974年の映画)
『潮騒』（しおさい、Le Hasard et la Violence）は1974年に公開されたフランスの映画。監督はフィリップ・ラブロ。出演はイヴ・モンタンやキャサリン・ロスなど。

## キャスト
※括弧内は日本語吹替（放送日1980年12月28日 東京12チャンネル 他）
- ローラン・ベルマン：イヴ・モンタン（中村正）
- コンスタンス・ウィーバー：キャサリン・ロス（二階堂有希子）
- ギルバート ・モーガン：ジャン＝クロード・ドーファン（青野武）
- ハロルド・ヘルマン：カトリーヌ・アレグレ（吉田理保子）
- ジェラール：アントニオ・カサグランデ
- タナー：セルジオ・ファントーニ
- モーガン：ジュゼッペ・アドバティ

## スタッフ
- 監督・製作・原作：フィリップ・ラブロ
- 製作：ジャック・エリック・ストラウス
- 脚本：フィリップ・ラブロ、ジャック・ランツマン
- 撮影：アンドレ・ドマージュ
- 音楽：ミシェル・コロンビエ